# Marcos Ramírez de Prado y Ovando
Marcos Ramírez de Prado y Ovando OFM (Madrid, 24 de abril de 1592 - Cidade do México14 de maio de 1667) foi um prelado católico romano que serviu como arcebispo do México de 1666 a 1667, bispo de Michoacán de 1639 a 1666 e bispo de Chiapas de 1632 a 1639.

## Sucessão episcopal
Enquanto bispo, Ovando foi o consagrador principal de:
- Juan Ruiz de Colmenero, Bispo de Guadalajara (1647);
- Juan López, Bispo de Cebu (1665);
- Francisco Verdín y Molina, Bispo de Guadalajara (1666);

e co-consagrador principal de:
- Mendo de Benavides, Bispo de Segóvia (1634).